# Campodenno

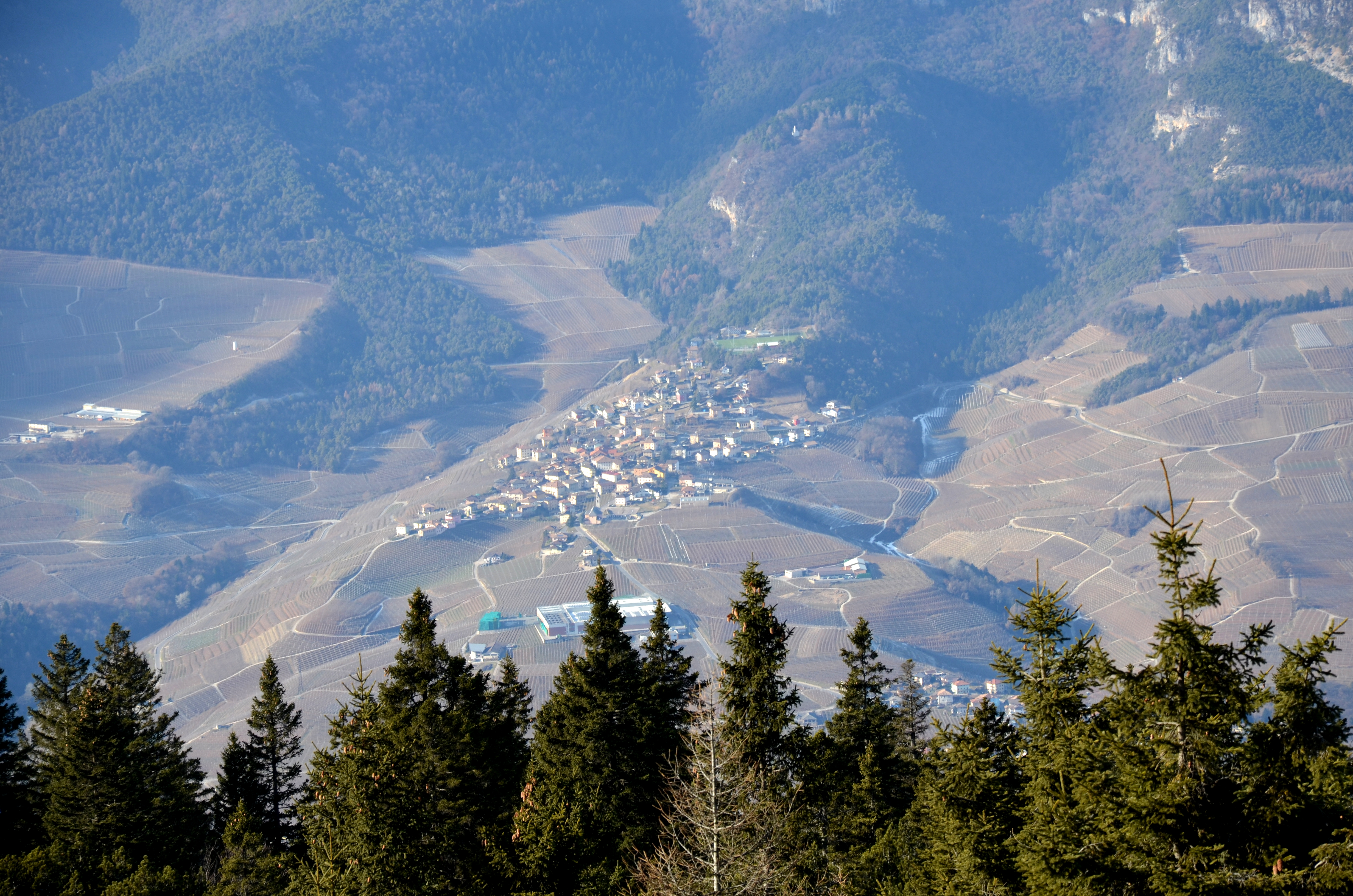
Campodenno da Malga Bodrina

Campodenno (Ciampdadén in noneso, Campodén in dialetto trentino) è un comune italiano di 1 511 abitanti della provincia autonoma di Trento in Trentino-Alto Adige e parte della comunità della Val di Non.

## Geografia fisica

### Territorio
Il comune di Campodenno si trova nella bassa Val di Non, nella sponda destra del torrente Noce. Il territorio comunale è situato ai piedi delle Dolomiti di Brenta, nello specifico il sottogruppo della Campa, all'interno del Parco naturale Adamello Brenta. 
L'altezza sul livello del mare del municipio è 534 metri, tutto il territorio risulta compreso tra i 269 metri della località Cressino e i 2 678 metri di Cima Santa Maria, per un'escursione altimetrica complessiva pari a 2 409 metri.
Il territorio comunale si estende su una superficie di 25,37 chilometri quadrati, per una densità abitativa di 56,54 abitanti per chilometro quadrato.

### Clima
| CAMPODENNO 2003-2023 | Mesi | Mesi | Mesi | Mesi | Mesi | Mesi | Mesi | Mesi | Mesi | Mesi | Mesi | Mesi | Stagioni | Stagioni | Stagioni | Stagioni | Anno  |
| CAMPODENNO 2003-2023 | Gen  | Feb  | Mar  | Apr  | Mag  | Giu  | Lug  | Ago  | Set  | Ott  | Nov  | Dic  | Inv      | Pri      | Est      | Aut      | Anno  |
| -------------------- | ---- | ---- | ---- | ---- | ---- | ---- | ---- | ---- | ---- | ---- | ---- | ---- | -------- | -------- | -------- | -------- | ----- |
| T. max. media (°C)   | 4,9  | 7,8  | 12,4 | 15,9 | 20,3 | 24,3 | 26,7 | 26,4 | 21,8 | 16,3 | 9,4  | 5,0  | 5,9      | 16,2     | 25,8     | 15,8     | 15,9  |
| T. min. media (°C)   | −3,4 | −2,1 | 1,4  | 5,0  | 9,3  | 12,8 | 14,7 | 14,5 | 10,9 | 7,0  | 1,6  | −2,3 | −2,6     | 5,2      | 14,0     | 6,5      | 5,8   |
| Precipitazioni (mm)  | 49   | 53   | 59   | 97   | 114  | 101  | 105  | 106  | 94   | 131  | 141  | 64   | 166      | 270      | 312      | 366      | 1 114 |
| Giorni di pioggia    | 6    | 6    | 7    | 10   | 12   | 12   | 12   | 11   | 8    | 8    | 8    | 7    | 19       | 29       | 35       | 24       | 107   |

Fonte: Centro Trasferimento Tecnologico, Fondazione Edmund Mach 

## Storia

### Etimologia
Il toponimo significa "campo di Denno", formazione comune nella toponomastica nonesa (un altro esempio è Campo Tassullo). Il nome dovrebbe derivare dal fatto che il paese ecclesiasticamente appartenesse alla pieve di Denno, oppure essere legato alla famiglia dei de Enno. 

### Età medievale
La più antica citazione del paese risale al 1276, quando il nobile Oldarico de Enno cedette al vescovo di Trento Enrico II il suo servo Bontempo della Palma con tutti i suoi eredi. Tale testimonianza pare confermare l'ipotesi che il toponimo derivi dalle antiche proprietà nel paese della famiglia de Enno.
Sul paese successivamente guadagnarono dei diritti i conti Flavon, come testimonia un documento del 1282 conservato presso l'Archivio Thun di Castel Bragher nel quale è sottoscritta la condivisione tra Riprandino e Ramberto di beni e uomini nelle ville di Termon, Lover e Campodenno. Nel corso del XIV secolo la famiglia Flavon perse tutti i suoi possedimenti nella zona, un vuoto che fu colmato dalla figura del notaio Walter di Flavon, il cui nipote Enrico (insediato a Castel Corona) nel 1385 possedeva il diritto di decima pro indiviso con Giovanni di Spormaggiore nei paesi di Campodenno, Quetta e Lover. Nel 1394 infine la famiglia di Castel Corona cedette a Matteo II Spaur i beni a Campodenno.
Nel 1486 Pancrazio I Khuen-Belasi ottenne dal principe vescovo Giovanni Hinderbach l'investitura della decima di Campodenno, fino a quel momento appartenente alla famiglia Spaur, oltre al diritto di regolanato maggiore del paese. In tal modo la famiglia Khuen-Belasi portò a termine il processo di espansione iniziato nei primi anni del Quattrocento su tutti i villaggi circostanti a Castel Belasi, creando un'area di influenza tra le due giurisdizioni degli Spaur di Sporminore e del Contà.
La prima cappella nel centro abitato con dedicazione a san Maurizio venne documentata già nel 1449, in un lascito di Nicolò detto Formentino di un censo di quattro stari di vino alla chiesa.

### Età moderna
Il paese già nel XVI secolo era organizzato in forma di regola, ovvero l'insieme dei "vicini". Queste regole si riunivano in assemblee, alle quali partecipavano tutti i capifuoco, ovvero i padri di ciascuna famiglia. Ogni anno i capifuoco si alternavano nel ruolo di regolani, la carica più importante, vi erano inoltre, tra le altre cariche annuali, i giurati, eletti dalla comunità, e i saltari, che avevano il compito di vigilare sulle campagne, i boschi e i prati e di convocare i vicini in occasione delle assemblee.
Durante la rivolta del 1525 dei contadini della Val di Non contro il principe vescovo Bernardo Clesio, la comunità di Campodenno, così come le altre della pieve di Denno, mantenne un atteggiamento prudente, a differenza delle vicine comunità di Sporminore e Spormaggiore, punite duramente dalle autorità.
Nel corso del Cinquecento emerse la famiglia de Campi, nobilitata dal principe vescovo Bernardo Clesio nel 1538, che sviluppò diversi rami dinastici insediatisi in varie località quali Lavis, Cavareno, Cles, la Val di Sole e la Valle dell'Adige. Della loro presenza nel paese rimangono due palazzi, costruiti attorno al XVII secolo: l'attuale municipio, nel quale è conservato lo stemma della famiglia, ripreso anche nell'attuale stemma comunale, e l'adiacente Casa Sicher. Un'altra importante famiglia che ebbe un ruolo importante alla guida della comunità fu quella dei signori de Oliva, originari di Nanno, alla quale nel corso del Seicento fu infeudato l'eremo di San Pancrazio.

### Età contemporanea
Durante la seconda guerra mondiale, nel corso dei bombardamenti alleati volti a colpire l'asse del Brennero nel novembre del 1944, un bombardiere americano Marauder B-26 decollato dalla Corsica fu abbattuto da una contraerea tedesca e precipitò poco a monte dell'abitato, in località Faé-Grum. I membri dell'equipaggio, lanciatisi con il paracadute, furono catturati dalle forze di occupazione tedesche; le bombe inesplose invece furono recuperate e collocate presso il monumento ai caduti eretto davanti alla chiesa dei Santi Maurizio e Compagni.

### Simboli
Stemma
Lo stemma è stato approvato con D.G.P. dell'8 aprile 1988, n. 3350.
Corona: Murale di Comune.
Ornamenti: A destra una fronda di alloro fogliata al naturale fruttifera di rosso, a sinistra una fronda di quercia fogliata e ghiandifera al naturale legate da un nodo d'oro.»
Gonfalone
Il gonfalone è così descritto nello statuto comunale:

## Monumenti e luoghi d'interesse

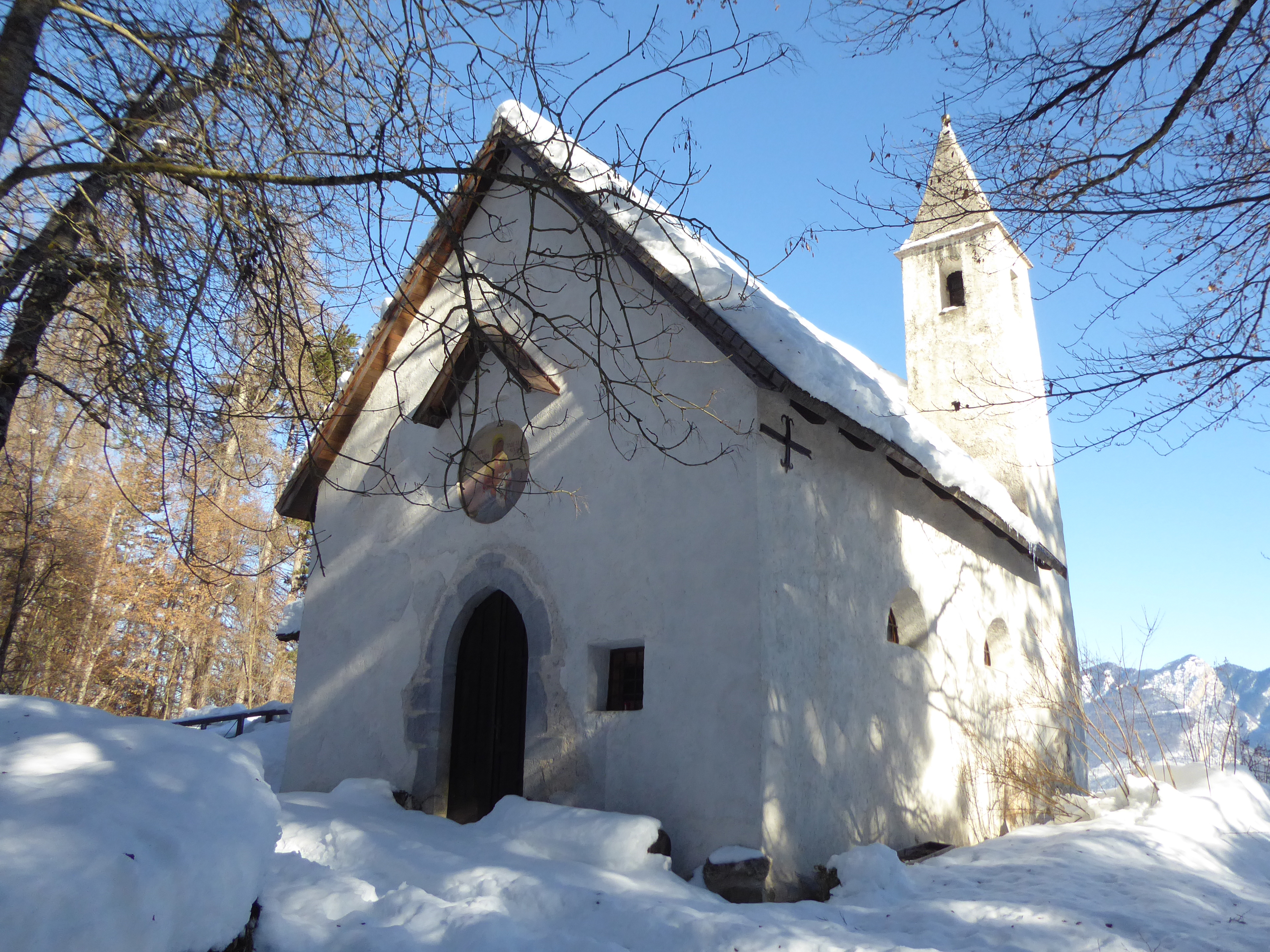
Chiesa di San Pancrazio

### Architetture religiose
- Chiesa dei Santi Maurizio e Compagni, parrocchiale dal 1959: conserva sull'altare laterale destro un dipinto realizzato da Domenico Udine Nani che ricorda l'epidemia di colera del 1836, dalla quale il paese fu risparmiato.
- Chiesa di San Pancrazio, sopra il paese di Campodenno. Citata in un documento del 1363, a partire dal XVII secolo ospitò alcuni eremiti. L'eremo rimase attivo fino alla fine del Settecento.[22]
- Chiesa di Santo Stefano, parrocchiale nella frazione di Dercolo.
- Chiesa dell'Immacolata, parrocchiale nella frazione di Lover.
- Chiesa della Natività di San Giovanni Battista, parrocchiale nella frazione di Termon.
- Chiesa di Sant'Egidio, parrocchiale nella frazione di Quetta. Ricostruita nel corso del XVI secolo, al suo interno è presente l'altare maggiore ligneo seicentesco, attribuito a Simone Lenner. Conservava inoltre un rilievo ligneo cinquecentesco raffigurante l'Adorazione dei Magi, ora al Museo diocesano tridentino.[23]
- Chiesa dei Santi Filippo e Giacomo, sussidiaria nella frazione di Segonzone. Eretta nel XV secolo, conserva al suo interno gli affreschi datati 1473 dei fratelli Giovanni e Battista Baschenis.
- Cappella dell'Addolorata a Crescino, costruita nel XIX secolo.
- Chiesa di San Michele Arcangelo, in località Maso Sant'Angelo: costruita probabilmente nel XIII secolo, era custodita da alcuni monaci alle dipendenze del monastero di Campiglio. Citata per la prima volta in un documento nel 1289, nel quale Oldarico de Enno concesse un terreno boschivo al monaco Dalavanzio, nei secoli successivi il monastero divenne piuttosto frequentato dai fedeli, infatti papa Giovanni XXII il 15 aprile 1331 concesse un'indulgenza di quaranta giorni per chi si fosse recato presso il luogo di culto. L'edificio fu ceduto nel 1892 alla famiglia Beatrici, che ne è tuttora proprietaria.

### Architetture militari e civili
- Castel Belasi, presso Segonzone: costruito nel tardo Duecento, nella seconda metà del XIV secolo passò alla famiglia Khuen-Belasi, dal 2000 proprietà del Comune di Campodenno, che ne ha organizzato il restauro, permettendo la visita nei mesi estivi del maniero.[24]
- Casa Sicher, ex Casa de Campi, nel centro storico di Campodenno: presenta un piccolo portale con sopraluce, preceduto da una scala in pietra bianca. Sono ancora visibili inoltre le finestre, ornate da cornici in stucco dipinto e le inferriate bombate del prospetto meridionale.[25]
- Municipio: il portale del prospetto orientale è sormontato da un bassorilievo raffigurante lo stemma della famiglia de Campi.[25]

### Aree naturali
- Le montagne del Comune di Campodenno fanno parte del Parco Naturale Adamello Brenta e per il loro carattere tipicamente dolomitico sono state dichiarate dall'UNESCO Patrimonio dell'umanità.[26] Su di esse si trovano. a poca distanza l'una dall'altra, Malga Loverdina, a 1771 metri di quota, e Malga Termoncello, a  1852 metri. Più in alto, a 1978 metri slm, si trova Malga Campa, da cui prende il nome questo settore delle Dolomiti di Brenta, denominato per l'appunto Sottogruppo della Campa.[27]

- I boschi sopra i centri abitati di Lover, Campodenno e Termon sono attraversati da un sentiero che si snoda pianeggiante lungo il percorso del Lez, un canale irriguo costruito nel XIX secolo per irrigare le campagne della zona, facendo derivare l’acqua del torrente Lovernatico dalla sorgente dei Busoni. L'itinerario è parte del percorso ad anello che corre intorno alle Dolomiti di Brenta denominato Dolomiti di Brenta Bike.[28]

- Il Biotopo La Rocchetta, un ambiente fluviale e perifluviale che interessa il tratto terminale del torrente Noce nella valle di Non, è un'area naturale protetta istituita nel 1992. Occupa una superficie di 88,86 ha.[29]

## Società
Secondo i dati raccolti nel censimento del 2001 gli abitanti del comune erano 1 436 (715 maschi e 721 femmine) divisi in 537 nuclei familiari con una media per nucleo familiare di 2,67 componenti. Il numero di abitazioni è 667. Nel censimento del 1991 per il comune di Campodenno risultava una popolazione pari a 1 390 abitanti, per cui nel decennio 1991-2001 si è registrata una variazione percentuale di abitanti pari al +3,31%.

### Evoluzione demografica
Abitanti censiti

### Ripartizione linguistica
Nel censimento del 2001, 297 abitanti del comune si sono dichiarati "ladini".

## Geografia antropica
Dopo la prima guerra mondiale, il comune divenne ufficialmente parte della neo-annessa Venezia Tridentina e rimase comune autonomo fino al 1928, quando con la riforma fascista degli enti locali venne aggregato al "Comune Grande" di Denno. I disaccordi tra Denno e le sue frazioni portarono a un referendum che coinvolse tutta la popolazione del "Comune Grande", nel 1951, grazie al quale i paesi di Campodenno, Dercolo, Lover, Quetta e Termon si staccarono dal Comune di Denno per riunirsi in un comune a sé stante facente capo a Campodenno, come previsto dalla Legge Regionale n. 31 del 23 agosto 1952. Il censimento del 1951 riportava la presenza di 1554 abitanti.

## Economia
Sul territorio del comune sono presenti 29 attività industriali con 89 addetti pari al 27,73% della forza lavoro occupata, 19 attività di servizio con 117 addetti pari al 36,45% della forza lavoro occupata, altre 23 attività di servizio con 81 addetti pari al 25,23% della forza lavoro occupata e 19 attività amministrative con 34 addetti pari al 10,59% della forza lavoro occupata. Risultano occupati complessivamente 321 individui, pari al 22,35% del numero complessivo di abitanti del comune.
Nel 1852 i contadini di Campodenno si accordarono con gli omologhi del paese di Denno per la costituzione di un Consorzio irriguo e la costruzione di un acquedotto che dalla sorgente Busoni presso Lover avrebbe portato l'acqua per irrigare i campi delle due località. La costruzione dell'acquedotto fu un evento fondamentale per lo sviluppo della frutticoltura che seguì nel XX secolo, e continua ancora oggi, come testimonia la presenza all'inizio del paese della Società Frutticoltori Campodenno (SFC).

## Amministrazione
| Periodo           | Periodo           | Primo cittadino | Partito      | Carica  | Note |
| ----------------- | ----------------- | --------------- | ------------ | ------- | ---- |
| 5 giugno 1995     | 16 maggio 2010    | Mariano Maines  | Lista civica | Sindaco |      |
| 17 maggio 2010    | 10 maggio 2015    | Daniele Biada   | Lista civica | Sindaco |      |
| 11 maggio 2015    | 21 settembre 2020 | Daniele Biada   | Lista civica | Sindaco |      |
| 22 settembre 2020 | 22 ottobre 2023   | Daniele Biada   | Lista civica | Sindaco |      |
| 27 maggio 2024    | in carica         | Igor Portolan   | Lista civica | Sindaco |      |